# Anna (pel·lícula de 1987)
Anna és una  pel·lícula estatunidenca dirigida per Yurek Bogayevicz, estrenada el 1987.

## Argument
Anna va ser una estrella del cinema txec casada amb el director Tonda, que té ara èxit fent anuncis a Nova York. Després de la invasió de Txecoslovàquia el 1968, Anna va ser empresonada i finalment es va exiliar. Ara és una actriu de mitjana edat que busca feina a la ciutat de Nova York, amb l'ajuda del seu esporàdic amant, Daniel....

## Repartiment
- Sally Kirkland: Anna
- Robert Fields: Daniel
- Paulina Porizkova: Krystyna
- Gibby Brand: Director 1
- John Robert Tillotson: Director 2
- Maggie Wagner: Actriu D
- David R. Ellis: el pare de Daniel
- Caroline Aaron: Entrevistador
- Sofia Coppola: Noodle

## Crítica
- Història amb un deix d'amargura, que explica els difícils moments i els equilibris que ha de fer Anna (Sally Kirkland) que va haver de deixar el seu país i la seva carrera, patint el menyspreu dels que la van acollir. Gran interpretació de la Kirkland.[1]

## Premis i nominacions

### Premis
- Globus d'Or a la millor actriu dramàtica 1988 per Sally Kirkland

### Nominacions
- Oscar a la millor actriu 1988 per Sally Kirkland